# 경성군
경성군(鏡城郡)은 함경북도 중부에 있는 군이다.

## 지리
서쪽과 남서쪽은 함경산맥(咸鏡山脈)이 위치해 있어 전반적으로 높으며, 특히 함경산맥에는 한반도에서 두 번째로 높은 산인 관모봉(冠帽峰, 2,541m)이 있다. 동쪽은 동해에 접하며, 경성평야 등이 있어 해안 평야 지대를 이루고 있다. 주요 하천으로는 어랑천(漁郞川), 주북천(朱北川), 보로천(甫老川), 주을온천(朱乙溫川), 오촌천(梧村川)이 있으며, 주요 호수로는 장연호(長淵湖), 무계호(武溪湖) 등이 있다.
경성군의 80%는 숲으로 이루어져 있다. 동쪽 평야 지대에서는 주로 논농사를 짓고, 과수원 농사로는 배가 주요 농작물이다. 해안의 어촌에서는 소규모의 어업도 행해지고 있다. 경성군 생기령(生氣嶺)은 고령토의 산지이기 때문에, 이 지방은 도자기 공업이 발달하였다.
교통으로는 평라선 철도가 지나며, 관내의 역으로는 봉강역, 어대진역, 어랑역, 용현역, 경성역, 생기령역, 승암역이 있다.
관광지로는 국경 수비를 위해 쓰여온 경성읍성과 경성남문이 승암로동자구에 있다. 이 지방은 주을온천이 있어 예부터 온천으로도 유명했다.
광복 당시 경성군의 면적은 2,801.01km2, 현재는 1,171km2이다.

## 기후
바다와 접하여 비교적 온난한 해양성 기후를 보인다. 연간 평균기온은 6.6℃이며, 1월 평균 기온은 -8.2℃, 8월 평균 기온은 21.1℃이다. 평균 강수량은 동쪽 해안 지대와 서쪽 산간 지대가 차이를 보이는데, 동쪽 해안 지방은 연평균 648mm, 서쪽 산악 지방은 800mm이다. 기후는 바다의 영향으로 비교적 온난한 편이지만 북한한류(北韓寒流)의 영향으로 특히 7월경에 안개가 끼는 날이 많다.

## 역사
| Daedongyeojido (Gyujanggak) 03-03.jpg | Daedongyeojido (Gyujanggak) 03-02.jpg |
| Daedongyeojido (Gyujanggak) 04-02.jpg | Daedongyeojido (Gyujanggak) 04-01.jpg |

고구려·발해를 거쳐 여진족의 영역이 되었고, 고려와의 분쟁 장소가 되었다. 한 때는 원나라의 통치하에 놓여진 적도 있었다. 여진족은 이곳을 우롱이(于籠耳)나 목랑고(木郞古)라 불렀다. 조선 초기에 이 곳은 '경성'(鏡城)이라고 불리게 되었고, 이 곳을 지배하는 경성도호부사는 북도절도사의 겸임으로 여겨지는 등 동북 변경 통치상의 중요한 장소로 여겨졌다. 근대에 들어서도 계속 함경북도의 도청 소재지였다. 일제강점기까지 경성군은 현재의 어랑군을 포함했다. 군내의 라남에는 일본군 제19사단이 주둔했고 1920년 11월에 라남으로 함경북도청이 이전되었다. 라남은 1940년 청진부에 편입되었다.
- 1398년 - 경성으로 불리게 되었다.
- 1400년 - 함경도 병마절도사 군영이 설치되었다.
- 1410년 - 경성부가 설치되었다.
- 1432년 - 경성도호부로 승격하였다.
- 1467년 - 병마절도사영이 함경북도 병마절도사 군영으로 개편되었다. (북병영 설치)
- 1883년 - 경성에 안무영이 설치되었다. (함경도 북부지역의 행정 관할 관청)
- 1896년 - 경성에 함경북도 관찰부가 설치되었다. (함경북도 최고 행정관청 소재지가 됨)
- 1920년 11월 - 함경북도 도청이 경성 읍내에서 경성군 나남면으로 이전되었다.
- 1940년 3월 - 경성군 나남읍, 용성면(수성)이 청진부에 편입되었다.
- 1943년 10월 1일 - 주을온면을 주을읍으로, 어랑면 일부를 어대진읍으로 승격하였다.[2]
- 1952년 12월 - 주을읍 주을온리를 경성읍으로 개편했으며, 어대진읍과 어랑면을 어랑군으로 개편했다.
- 1977년 11월 - 청진시가 직할시가 되면서 청진직할시 경성군으로 개편
- 1985년 7월 - 함경북도 경성군으로 개편

## 행정 구역
광복 당시 경성군은 어대진읍(漁大津邑), 주을읍(朱乙邑), 경성면(鏡城面: 군청 소재지), 어랑면(漁郞面), 주북면(朱北面), 주남면(朱南面)의 2읍 4면으로 이루어져 있었으며 그 영역은 현재의 청진시 일부 및 어랑군 전지역도 포함하고 있었다. 그러나 현재 경성군의 읍리는 1읍 5구 15리가 있다.
- 경성읍 (鏡城邑)
- 생기령로동자구 (生氣嶺勞動者區)
- 승암로동자구 (勝岩勞動者區)
- 하온포로동자구 (下溫堡勞動者區)
- 룡천로동자구 (龍川勞動者區)
- 박충로동자구 (朴中勞動者區)
- 상온포리 (上溫堡里)
- 룡산리 (龍山里)
- 하면리 (下面里)
- 화하리 (花下里)
- 관모리 (冠帽里)
- 대향리 (大鄕里)
- 중평리 (仲坪里)
- 룡현리 (龍峴里)
- 온대진리 (溫大津里)
- 일향리 (一鄕里)
- 오상리 (梧上里)
- 독연리 (獨淵里)
- 장평리 (長坪里)
- 남석리 (南夕里)
- 매향리 (梅香里)

## 같이 보기
- 북병영
- 이십삼부#경성부
- 함경북도 (대한민국)#경성군